# Keenan Cahill
Keenan Cahill (* 20. März 1995 in Elmhurst, Illinois; † 29. Dezember 2022 in Chicago, Illinois) war ein US-amerikanischer Webvideoproduzent, der vor allem durch seine selbstgedrehten, viralen Videoclips bei YouTube bekannt wurde. In diesen Lipdub-Videos ist zu sehen, wie er zu Titeln von Katy Perry, Willow Smith oder Usher die Lippen bewegt und sparsam Tanzbewegungen nachahmt.
Cahill hatte auf YouTube einen eigenen Kanal namens Keenan Cahill, früher unter dem Alias BeenerKeeKee19952. Im Dezember 2022 hatte er rund 720.000 Abonnenten mit über 500 Millionen Aufrufen.

## Karriere
Cahill veröffentlichte sein erstes YouTube-Video am 25. Oktober 2009 zum Titel When You Look Me In the Eyes der Jonas Brothers.
Den Durchbruch schaffte er mit seinem am 28. August 2010 hochgeladenen Video zum Song Teenage Dream von Katy Perry. Perry twitterte wenige Tage nach der Veröffentlichung " I heart you @KeenanCahill " (dt. Ich herze Dich) und löste damit einen Ansturm aus. Innerhalb einer Woche stiegen die Aufrufe von 600.000 auf 3 Millionen. Bis 2013 wurde der Clip über 55 Millionen Mal aufgerufen.
Durch internationale Presseberichte wurde er auch über das Internet hinaus bekannt. Er hatte diverse Auftritte in Talkshows, drehte einen Werbespot mit Jennifer Aniston und hat Youtube-Videos zusammen mit 50 Cent, David Guetta, Arash, DJ Pauly D, Cody Ross, Katy Perry, Jason Derulo, Nick Cannon und Brian Wilson (von den San Francisco Giants).
Am 2. November 2011 hatte Keenan einen Gastauftritt bei America’s Next Top Model, moderiert von Tyra Banks.

## Privatleben
Keenan Cahill litt unter dem Maroteaux-Lamy-Syndrom, einer Erkrankung, die mit einer schweren Skelettfehlbildung, Hornhauttrübung und Kleinwuchs einhergeht und weltweit weniger als 1.100 Menschen betrifft. Cahill war mit 16 Jahren nur 1,26 m groß.
Nach Diagnose der Krankheit im Alter von einem Jahr wurde bei Cahill 1997 eine Knochenmarkstransplantation durchgeführt, um das Fortschreiten der Erkrankung zu verlangsamen. Danach hatte er noch mehrere Operationen, inklusive eines Eingriffs, um den Druck im Schädelinneren abzusenken. Die Kosten für die notwendige Enzymbehandlung betrugen nach eigenen Aussagen 300.000 Dollar pro Jahr.
Cahill starb am 29. Dezember 2022 nach einer Operation am offenen Herzen.

## Filmografie (Auswahl)
- The Ruby Besler Show 2011 (TV-Serie)
- Keenan's Crush 2011 (TV-Serie)
- Chelsea Lately 2012 (TV-Serie)
- The Axe Boat 2012 (Kurzfilm)
- Fishbowl California 2018